# Барония
Барония — в средние века земельное на ленном праве владение барона.

## Во Франции
Во Франции Монморанси считали себя первыми, а Лузиньяны — вторыми французскими христианскими баронами (barons chrétiens de France); но с течением времени и развитием королевской власти титул барона значительно потерял в своем значении и стал присваиваться также второстепенным дворянским родам, состоявшим в вассальных отношениях к так называемым высшим баронам (hauts barons) и французскому королю по званию его как герцога Иль де Франса. С тех пор высшее дворянство приняло титулы принцев, герцогов, маркизов и графов, а бароны заняли лишь пятое место в рядах титулованной аристократии.